# Taejo di Joseon
Taejo (태조?, 太祖?; nato Yi Seong-gye (이성계?, 李成桂?); Hamhŭng, 27 ottobre 1335 – Seul, 18 giugno 1408) è stato il primo re di Joseon, sul quale regnò dal 1392 al 1398. Nel 1899, con atto postumo a cinquecento anni dalla morte, Gojong di Corea lo nominò imperatore coreano.
Suo padre, Yi Jachun, era un ufficiale mongolo di etnia coreana. Taejo si unì all'esercito di Goryeo salendo man mano di grado, impadronendosi del trono nel 1392 e fondando una nuova dinastia. Abdicò sei anni dopo durante la contesa tra i suoi figli e morì nel 1408.

## Contesto storico
Verso la fine del XIV secolo, la dinastia Goryeo stabilita da Wang Geon nel 918 iniziava a vacillare, collassando a causa della guerra e dell'occupazione dell'impero mongolo in declino. La legittimità stessa della Corea stava diventando un argomento oggetto di dispute a corte, siccome la casa reale non solo non riusciva a governare, ma era anche indebolita dall'obbligo, in vigore da generazioni, a sposarsi con membri della dinastia Yuan, e dalle rivalità tra i rami cadetti e quello principale. Visto il numero crescente di razzie condotte dai pirati giapponesi e dai Turbanti Rossi, la corte reale era dominata dall'aristocrazia Sinjin, di stampo riformista, e dall'aristocrazia Gweonmun all'opposizione, oltre che dai generali i cui eserciti combattevano per la difesa del territorio, ossia Yi Seong-gye e il suo rivale Choe Yeong. Con l'avvento della dinastia Ming, i mongoli si indebolirono e Goryeo riconquistò l'indipendenza negli anni 1350, andando però incontro alla perdita dei territori nordorientali.

## Biografia

### Carriera militare e ribellione
Il generale Yi Seong-gye ottenne potere e rispetto tra la fine degli anni 1370 e l'inizio del decennio successivo scacciando i mongoli dalla penisola e respingendo i pirati giapponesi in una serie di scontri riusciti. Sempre a lui fu accreditato l'allontanamento dei Turbanti Rossi, entrati a Goryeo per ribellarsi contro la dinastia Yuan. Con l'ascesa dei Ming, la corte reale si divise in due fazioni rivali: quella comandata dal generale Yi, che sosteneva i Ming, e quella guidata dal generale Choe Yeong e ancora fedele agli Yuan. Quando un messaggero Ming, nel 1388 (durante il regno di U), giunse a domandare la restituzione di una porzione rilevante dei territori settentrionali di Goryeo, il generale Choe colse l'occasione e, sfruttando la crescente atmosfera anti-Ming, sostenne una risposta militare da effettuarsi invadendo la penisola di Liaodong, appartenuta al regno di Goguryeo, di cui Goryeo si riteneva erede. Nonostante fosse fermamente contrario, il generale Yi fu scelto per guidare l'invasione; tuttavia, giunto all'isola Wihwa sul fiume Amnok, prese la decisione, comunemente chiamata "voltare l'esercito all'isola Wihwa", di tornare indietro. Consapevole del sostegno proveniente sia dai funzionari governativi di alto rango che dalla popolazione, e del forte deterrente rappresentato dall'impero Ming governato dall'imperatore Hongwu, decise di ribellarsi e fece ritorno nella capitale Kaesŏng per prendere il controllo del governo.
Sconfitte le forze leali al re (guidate dal generale Choe, che procedette ad eliminare), Yi detronizzò re U con un colpo di Stato, ma non ascese subito al trono. Al contrario, incoronò il figlio di U, Chang, e, in seguito al tentativo fallito di riportare U sul trono, fece giustiziare entrambi. Sfruttando il proprio indiscusso potere sul trono, scelse come nuovo re un nobile della casa reale di nome Yo, che divenne re Gongyang, il suo re-fantoccio. Il generale Yi procedette ad allearsi con gli aristocratici Sinjin come Jeong Do-jeon e Jo Jun. Nel 1392 (quarto anno di re Gongyang), Yi detronizzò il sovrano, lo esiliò a Wonju (dove lui e la sua famiglia furono segretamente assassinati) e ascese al trono. La dinastia Goryeo crollava così dopo 475 anni di regno.

### Regno
Immediatamente dopo la caduta di Goryeo, il quinto figlio di Yi Seong-gye, Bang-won, organizzò una festa per il rinomato studioso, poeta e statista Jeong Mong-ju, che continuava ad essere un fedele sostenitore della vecchia dinastia e una figura cardine dell'opposizione alla pretesa di Yi sul trono. Jeong era riverito in tutta Goryeo, anche dallo stesso Yi Bang-won, ma era visto come un ostacolo e, pertanto, doveva essere rimosso. Dopo la festa, sulla via di casa, Jeong fu assassinato da cinque uomini sul ponte Seonjuk di Kaesŏng.
Yi Seong-gye salì al trono il 5 agosto 1392 (il 17º giorno del settimo mese lunare). Ora re Taejo, dichiarò una nuova dinastia sotto il nome di Joseon, rilanciando così l'omonima dinastia fondata quasi quattromila anni prima, e rinominò il paese in "Regno del Grande Joseon". Un primo risultato del nuovo monarca fu il miglioramento dei rapporti con la Cina, ed effettivamente Joseon dovette la sua origine anche al rifiuto di Yi di rispondere militarmente alle razzie dei banditi provenienti dal continente. Taejo inviò subito degli emissari alla corte Ming per informarla del cambiamento dinastico avvenuto nella penisola coreana, e negli anni successivi ricevette le ambasciate provenienti dal regno delle Ryūkyū e dal Siam. Nel processo atto a stabilire rapporti tra la nuova dinastia e gli stranieri, vennero inviati emissari in Giappone, cercando di ristabilire relazioni amichevoli. La missione ebbe successo, e lo shōgun Ashikaga Yoshimitsu rimase favorevolmente impressionato da quella prima ambasciata.
Nel 1394, la capitale fu spostata a Hanseong.
Quando la nuova dinastia fu promulgata ufficialmente, Taejo si ritrovò a dover scegliere il proprio erede. Yi Bang-won aveva contribuito considerevolmente all'ascesa del padre, ma nutriva un profondo odio per due dei suoi alleati chiave, il primo ministro Jeong Do-jeon e Nam Eun. Entrambe le parti erano consapevoli della reciproca animosità e si sentivano continuamente minacciate. Quando fu chiaro che Yi Bang-won era il candidato più meritevole per la successione, Jeong Do-jeon usò la propria influenza sul re per convincerlo che la scelta più saggia fosse il figlio che Taejo amava di più, non quello che riteneva migliore per il regno: pertanto, nel 1392, l'ottavo figlio di Taejo, il grande principe Uian (Yi Bang-seok), fu nominato principe ereditario. Dopo la morte improvvisa della regina Sindeok (avvenuta nel 1396), mentre Taejo era ancora in lutto, Jeong Do-jeon cospirò per uccidere Yi Bang-won e i suoi fratelli al fine di assicurare la propria posizione a corte. Venuto a conoscenza del suo piano, nel 1398 Yi Bang-won si ribellò, fece irruzione nel palazzo e uccise, oltre a Jeong Do-jeon e ai suoi seguaci, anche due figli della defunta regina Sindeok, tra i quali l'erede Bang-seok. L'incidente divenne noto come "prima disputa dei principi". Inorridito nell'apprendere che i suoi figli erano disposti ad uccidersi tra loro per la corona, e ancora psicologicamente esausto per la morte della moglie, re Taejo incoronò immediatamente il suo secondo figlio Yi Bang-gwa, in seguito re Jeongjong, e si ritirò alla villa reale Hamhung. Nel 1400, re Jeongjong investì Yi Bang-won come proprio erede e abdicò di propria volontà. Quello stesso anno, Yi Bang-won ascese al trono di Joseon e governò a lungo come re Taejong.
Dieci anni dopo aver abdicato, re Taejo morì il 18 giugno 1408 (il 24º giorno del quinto mese lunare) al palazzo Changdeokgung. Fu sepolto nella tomba Geonwonneung nella città di Guri.

## Discendenza
- Consorti e rispettiva prole:

1. Sin-ui del bon-gwan Han di Anbyeon (calendario lunare settembre 1337-21 ottobre 1391). Figlia di Han Gyeong, duca Gyeongmin e lord Ancheon, e della dama Shin. Taejo onorò la consorte defunta con il titolo postumo di "consorte Jeol" nel 1393, che fu elevato a "regina Sin-ui" da loro figlio Jeongjong il 19 dicembre 1398[6]. Taejong adulò ulteriormente sua madre elevandola a "grande regina" il 25 settembre 1408, ma il 6 luglio 1683 Sukjong riportò il suo nome postumo a "regina". Durante l'impero coreano, fu dichiarata "Sin-ui, l'imperatrice Go" nel 1897. 
  1. Yi Bang-woo, principe Jinan-daegun (1354-15 gennaio 1394)
  2. Yi Bang-gwa, principe Yeongan-daegun (1357-1419)
  3. Yi Bang-ui, principe Ikan-daegun (1360-1404)
  4. Yi Bang-gan, principe Hwoean-daegun (1364-1421)
  5. Yi Bang-won, principe Jeongan-daegun (13 giugno 1367-30 maggio 1422)
  6. Yi Bang-yeon, principe Deokan-daegun (date sconosciute)
  7. Principessa Gyeongshin (?-29 aprile 1426). Sposò Yi Ae, figlio maggiore di Yi Geo-yi (l'assassino del principe Uian-daegun), duca Mundo e lord Seowon. Partorì il principe consorte Sangdang.
  8. Principessa Gyeongseon (date sconosciute). Sposò Shim Jong, sesto figlio di Shim Deok-bu, duca Jeongan e conte Cheongseong. Partorì il principe consorte Cheongwon.
2. Sindeok del bon-gwan Kang di Goksan (12 luglio 1356-15 settembre 1396). Figlia minore di Kang Yoon-seong, duca Munjeong e lord Sangsan, e della dama Kang. A causa dell'ostilità di Taejong, fu chiamata semplicemente "consorte Hyeon" fino al 14 settembre 1669, quando, su raccomandazione di Song Si-yeol, re Hyeonjong le garantì un nome postumo e un posto al santuario di Jongmyo. Elevata a "Sindeok, l'imperatrice Go" durante l'impero coreano, il 19 dicembre 1899.
  1. Yi Bang-beon, principe Muan-daegun (1381-6 ottobre 1398). Fu assassinato fuori dalle porte della città da Jo Jun. Il nome postumo assegnatogli da Taejong fu "principe Gongsun-gun", ma il 21 agosto 1680 re Sukjong lo elevò a "principe Muan-daegun".
  2. Yi Bang-seok, Prince Uian-daegun (1382-6 ottobre 1398). Fu assassinato alla porta Yeongchumun del palazzo Gyeongbokgung da Yi Geo-yi e altri. Il nome postumo assegnatogli da Taejong fu "principe Sodo-gun", ma il 21 agosto 1680 re Sukjong lo elevò a "principe Uian-daegun".
  3. Principessa Gyeongsun (?–8 settembre 1407). Sposò Yi Je, figlio di Yi Il-lip. Partorì il benemerito principe Heungan. Dopo la prima disputa dei principi, Yi Bang-gwa la cacciò dal palazzo.
3. Consorte Seong del bon-gwan Won di Wonju (?-12 gennaio 1450). Figlia maggiore di Won Sang, duca Huijeong, e di Lady Sohn. Diventò concubina di Taejo il 13 marzo 1398[7] e le fu assegnato il titolo di "concubina reale", elevato a "consorte" nel 1406 da Taejong. Nessuna prole.
4. Dama Jeonggyeong del can Yu (date sconosciute). Figlia di Yu Jun. Servì come dama di palazzo per la regina Sindeok. Il 25 gennaio 1398, insieme a Chiljeomseon, Taejo le assegnò il titolo di "principessa Jeonggyeong"[8]. Taejong la elevò a "dama Jeonggyeong" il 29 maggio 1406[9]. Nessuna prole.
5. Chiljeomseon, principessa Hwa-ui del bon-gwan Kim (?-1428). Nacque come gisaeng di Gimhae. Il 25 gennaio 1398, insieme alla dama Yu, Taejo le assegnò il titolo di "principessa Hwa-ui"[10].
  1. Principessa Sukshin (?-1453). Sposò Hong Hae e partorì lord Dangseong.
6. Dama Ju Chandeok[11] (date sconosciute)
  1. Principessa Uiryeong (?-1466). Sposò Yi Deung, figlio di Yi Gae, e partorì lord Gyecheon.

## Ascendenza
|                                              |   |                                | Genitori     |  |  | Nonni |  |  | Bisnonni                     |  |  | Trisnonni                  |  |
|                                              |   |                                |              |  |  |       |  |  | Ikjo di Joseon (Yi Haeng-ri) |  |  | Mokjo di Joseon (Yi An-sa) |  |
|                                              |   |                                |              |  |  |       |  |  | Ikjo di Joseon (Yi Haeng-ri) |  |  | Mokjo di Joseon (Yi An-sa) |  |
|                                              |   | Hyogong di Joseon (Dama Lee)   |              |  |  |       |  |  | Ikjo di Joseon (Yi Haeng-ri) |  |  |                            |  |
| Dojo di Joseon (Yi Chun)                     |   |                                |              |  |  |       |  |  | Ikjo di Joseon (Yi Haeng-ri) |  |  |                            |  |
|                                              |   | Jeongsuk di Joseon (Dama Choe) | Choe Gi-yeol |  |  |       |  |  |                              |  |  |                            |  |
|                                              |   | Jeongsuk di Joseon (Dama Choe) | Choe Gi-yeol |  |  |       |  |  |                              |  |  |                            |  |
|                                              |   | Jeongsuk di Joseon (Dama Choe) | …            |  |  |       |  |  |                              |  |  |                            |  |
| Hwanjo di Joseon (Yi Ja-chun)                |   | Jeongsuk di Joseon (Dama Choe) |              |  |  |       |  |  |                              |  |  |                            |  |
|                                              |   | Park Gwang, Lord Anbyeon       | …            |  |  |       |  |  |                              |  |  |                            |  |
|                                              |   | Park Gwang, Lord Anbyeon       | …            |  |  |       |  |  |                              |  |  |                            |  |
|                                              |   | Park Gwang, Lord Anbyeon       | …            |  |  |       |  |  |                              |  |  |                            |  |
| Gyeongsun di Joseon (Dama Park)              |   | Park Gwang, Lord Anbyeon       |              |  |  |       |  |  |                              |  |  |                            |  |
|                                              |   | …                              | …            |  |  |       |  |  |                              |  |  |                            |  |
|                                              |   | …                              | …            |  |  |       |  |  |                              |  |  |                            |  |
|                                              |   | …                              | …            |  |  |       |  |  |                              |  |  |                            |  |
| Taejo di Joseon (Yi Seong-gye)               |   | …                              |              |  |  |       |  |  |                              |  |  |                            |  |
|                                              | … | …                              |              |  |  |       |  |  |                              |  |  |                            |  |
|                                              | … | …                              |              |  |  |       |  |  |                              |  |  |                            |  |
|                                              | … | …                              |              |  |  |       |  |  |                              |  |  |                            |  |
| Choe Han-gi, Lord Yeongheung e duca Jeonghyo | … |                                |              |  |  |       |  |  |                              |  |  |                            |  |
|                                              |   | …                              | …            |  |  |       |  |  |                              |  |  |                            |  |
|                                              |   | …                              | …            |  |  |       |  |  |                              |  |  |                            |  |
|                                              |   | …                              | …            |  |  |       |  |  |                              |  |  |                            |  |
| Uihye di Joseon                              |   | …                              |              |  |  |       |  |  |                              |  |  |                            |  |
|                                              |   | …                              | …            |  |  |       |  |  |                              |  |  |                            |  |
|                                              |   | …                              | …            |  |  |       |  |  |                              |  |  |                            |  |
|                                              |   | …                              | …            |  |  |       |  |  |                              |  |  |                            |  |
| Dama Lee/Dama Joseonguk                      |   | …                              |              |  |  |       |  |  |                              |  |  |                            |  |
|                                              |   | …                              | …            |  |  |       |  |  |                              |  |  |                            |  |
|                                              |   | …                              | …            |  |  |       |  |  |                              |  |  |                            |  |
|                                              |   | …                              | …            |  |  |       |  |  |                              |  |  |                            |  |
|                                              |   | …                              |              |  |  |       |  |  |                              |  |  |                            |  |

## Titolo postumo completo
- Re Taejo Jiin Gyewun Seongmun Shinmu il Grande di Joseon[12] (태조지인계운성문신무대왕/太祖至仁啓運聖文神武大王)
- Re Taejo Kangheon Jiin Gyewun Seongmun Shinmu il Grande di Joseon[13]. Il titolo "Kangheon" fu assegnato dalla dinastia Ming e aggiunto al nome postumo di Taejo[14] (태조강헌지인계운성문신무대왕/太祖康獻至仁啓運聖文神武大王)
- Imperatore Taejo Jiin Gyewun Eungcheon Jotong Gwanghun Yeongmyeong Seongmun Shinmu Jeong'ui Gwangdeok dell'Impero Coreano[15]. Gojong omise appositamente il titolo postumo assegnato dai Ming come segno di indipendenza dalla dinastia Qing (태조지인계운응천조통광훈영명성문신무정의광덕고황제/太祖至仁啓運應天肇統廣勳永命聖文神武正義光德高皇帝).

## Rappresentazioni nei media
Taejo di Joseon, al cinema e in televisione, è stato interpretato dai seguenti attori:
- Kim Mu-saeng in Yong-ui nunmul (1996-1998)
- Ji Jin-hee in Daepungsu (2012–2013)
- Yoo Dong-geun in Jeong Do-jeon (2014)
- Lee Dae-yeon in Haejeok: Badaro gan sanjeok (2014)
- Lee Do-kyung in Hanyeodeul (2015)
- Son Byung-ho in Sunsu-ui sidae (2015)
- Chun Ho-jin in Yungnyong-i nareusya (2015)

Compare inoltre in Bam-eul geonneun seonbi (2015).